# Inondazione di Giacarta (2020)
Durante le prime ore del 1º gennaio 2020, un'inondazione ha colpito la città capitale dell'Indonesia Giacarta, causando la morte di 66 persone e lasciando 400.000 persone senza dimora.
182 edifici sono stati parzialmente sommersi nella parte più grande della città, inondando migliaia di abitazioni ed edifici, tra cui il palazzo presidenziale e fermando ogni mezzo di trasporto. 

## Conseguenze
Le piogge notturne hanno causato la rottura degli argini di più fiumi nella grande Giacarta, facendo salire l'acqua fino a quasi 2 metri nelle aree residenziali e commerciali. Secondo l'agenzia di gestione dei disastri del paese (BNPB), molte delle vittime sono annegate o sono state sepolte dalle frane causate dall'alluvione. Molte persone sono morte di ipotermia o scosse elettriche.